# Super Sidekicks (jogo eletrônico)
Super Sidekicks, conhecido em japonês como Tokuten Ou (lit. "Rei dos Gols" ou "Artilheiro"), foi o primeiro Jogo eletrônico de futebol da série Super Sidekicks.
Publicado em 1993, ele marcou a estreia da SNK em jogos eletrônicos de futebol, e também foi o primeiro jogo do gênero para o Neo Geo. Contém 12 seleções, divididas em dois grupos e lutando pelo titulo da "SNK Cup" (a grande diferença entre as equipes é o esquema tático durante a partida):
- Grupo A: Alemanha, Itália, Espanha, Inglaterra, México, Japão
- Grupo B: Argentina, Holanda, Brasil, França, Estados Unidos, Coreia do Sul

Seu time joga contra todos do seu grupo, então ele avança para as semifinais e depois a final, para então vencer a copa.
Um erro notável desse jogo é que o uniforme da Espanha se assemelha mais ao de Portugal.